# Linea B (metropolitana di Los Angeles)
La linea B (in inglese B Line), precedentemente nota come linea rossa (in inglese Red Line), è una linea metropolitana della rete Los Angeles Metro Rail che collega Downtown Los Angeles, con capolinea presso Union Square, a North Hollywood. È gestita dalla Los Angeles County Metropolitan Transportation Authority (LACMTA).
Tra Union Square e Wilshire/Vermont condivide le stazioni con la linea D, mentre incrocia le linee A ed E nella stazione 7th Street/Metro Center e la linea L nella stazione Union Station.

## Storia
Il primo tratto della linea, all'epoca denominata linea rossa, tra Union Station e Westlake/MacArthur Park venne inaugurato il 30 gennaio 1993. Il 13 luglio 1996 la linea fu prolungata da Westlake/MacArthur Park a Wilshire/Western. Tre anni più tardi, il 12 giugno 1999, venne aperta una diramazione che da Wilshire/Vermont portava fino alla stazione di Hollywood/Vine. La diramazione venne ulteriormente prolungata da Hollywood/Vine a North Hollywood il 24 giugno 2000.
Nel 2006 la diramazione verso Wilshire/Western divenne una linea indipendente con il nome di linea viola. Nel 2020 la linea rossa fu rinominata linea B.

## Caratteristiche
| Unknown route-map component "uKDSTCCa" |

| Urban tunnel station on track |

| Unknown route-map component "utSKRZ-G4" |

| Urban tunnel station on track |

| Urban tunnel station on track |

| Unknown route-map component "utCONTgq" | Unknown route-map component "utSTRq" + Urban tunnel station on track | Unknown route-map component "utCONTfq" |

| Unknown route-map component "utSKRZ-G4" |

| Urban tunnel station on track |

| Urban tunnel station on track |

|  | Unknown route-map component "utABZgl" | Unknown route-map component "utCONTfq" |

| Urban tunnel station on track |

| Unknown route-map component "utSKRZ-G4" |

| Urban tunnel station on track |

| Urban tunnel station on track |

| Urban tunnel station on track |

| Unknown route-map component "utSKRZ-G4" |

| Urban tunnel station on track |

| Urban tunnel station on track |

| Unknown route-map component "utSKRZ-G4" |

| Urban tunnel station on track |

| Unknown route-map component "utSKRZ-G4" |

| Urban End station |

La linea B ha una lunghezza complessiva di 26,4 km ed è dotata di 14 stazioni. Dal capolinea di Union Station la linea si dirige verso ovest, attraversando Downtown, e alla stazione 7th Street/Metro Center curva verso nord-ovest. Dopo Whilshire/Vermont la linea devia verso nord al di sotto di Vermont Boulevard e poi verso ovest sotto l'Hollywood Boulevard. Alla stazione di Hollywood/Highland la linea vira quindi a nord-ovest verso la valle di San Fernando, dove termina nei pressi di North Hollywood.

## Nella cultura di massa
La linea B è più volte apparsa in film statunitensi, tra i quali:
- Speed, 1994
-  Vulcano - Los Angeles 1997, 1997
- Prossima fermata: l’inferno, 2008 (solo come location, in luogo della metropolitana di New York, ambientazione del film)